# Anne de York
Anne de York (n. 2 noiembrie 1475, Palace of Westminster, Anglia, Regatul Unit – d. 23 noiembrie 1511) a fost prințesă engleză, fiica lui Edward al IV-lea al Angliei și a soției sale Elizabeth Woodville. A fost sora mai tânără a lui Elizabeth de York, Cecily de York, Mary de York, Edward al V-lea al Angliei și a lui Richard de York, duce de Swresbury. În 1495 s-a căsătorit cu Thomas Howard, duce de Norfolk și lord surrey.
1. 1 2 3  The Peerage
2. 1 2 3 4 5 6  Kindred Britain